# Episodi di Una famiglia americana (sesta stagione)
La sesta stagione della serie televisiva Una famiglia americana è stata trasmessa in anteprima negli Stati Uniti d'America dalla CBS tra il 15 settembre 1977 e il 30 marzo 1978.
| nº | Titolo originale              | Titolo italiano | Prima TV USA      | Prima TV Italia |
| -- | ----------------------------- | --------------- | ----------------- | --------------- |
| 1  | The Hawk                      |                 | 15 settembre 1977 |                 |
| 2  | The Stray                     |                 | 22 settembre 1977 |                 |
| 3  | The Recluse                   |                 | 29 settembre 1977 |                 |
| 4  | The Warrior                   |                 | 13 ottobre 1977   |                 |
| 5  | The Seashore                  |                 | 20 ottobre 1977   |                 |
| 6  | The Volunteer                 |                 | 27 ottobre 1977   |                 |
| 7  | The Grandchild (Part 1)       |                 | 3 novembre 1977   |                 |
| 8  | The Grandchild (Part 2)       |                 | 3 novembre 1977   |                 |
| 9  | The First Casualty            |                 | 10 novembre 1977  |                 |
| 10 | The Battle of Drucilla's Pond |                 | 17 novembre 1977  |                 |
| 11 | The Flight                    |                 | 1º dicembre 1977  |                 |
| 12 | The Milestone                 |                 | 8 dicembre 1977   |                 |
| 13 | The Children's Carol (Part 1) |                 | 15 dicembre 1977  |                 |
| 14 | The Children's Carol (Part 2) |                 | 15 dicembre 1977  |                 |
| 15 | The Celebration               |                 | 22 dicembre 1977  |                 |
| 16 | The Rumor                     |                 | 5 gennaio 1978    |                 |
| 17 | Spring Fever                  |                 | 12 gennaio 1978   |                 |
| 18 | The Festival                  |                 | 26 gennaio 1978   |                 |
| 19 | The Anniversary               |                 | 2 febbraio 1978   |                 |
| 20 | The Family Tree               |                 | 9 febbraio 1978   |                 |
| 21 | The Ordeal (Part 1)           |                 | 16 febbraio 1978  |                 |
| 22 | The Ordeal (Part 2)           |                 | 16 febbraio 1978  |                 |
| 23 | The Return (Part 1)           |                 | 16 marzo 1978     |                 |
| 24 | The Return (Part 2)           |                 | 16 marzo 1978     |                 |
| 25 | The Revelation                |                 | 23 marzo 1978     |                 |
| 26 | Grandma Comes Home            |                 | 30 marzo 1978     |                 |